# Onze-Lieve-Vrouw Koninginkerk

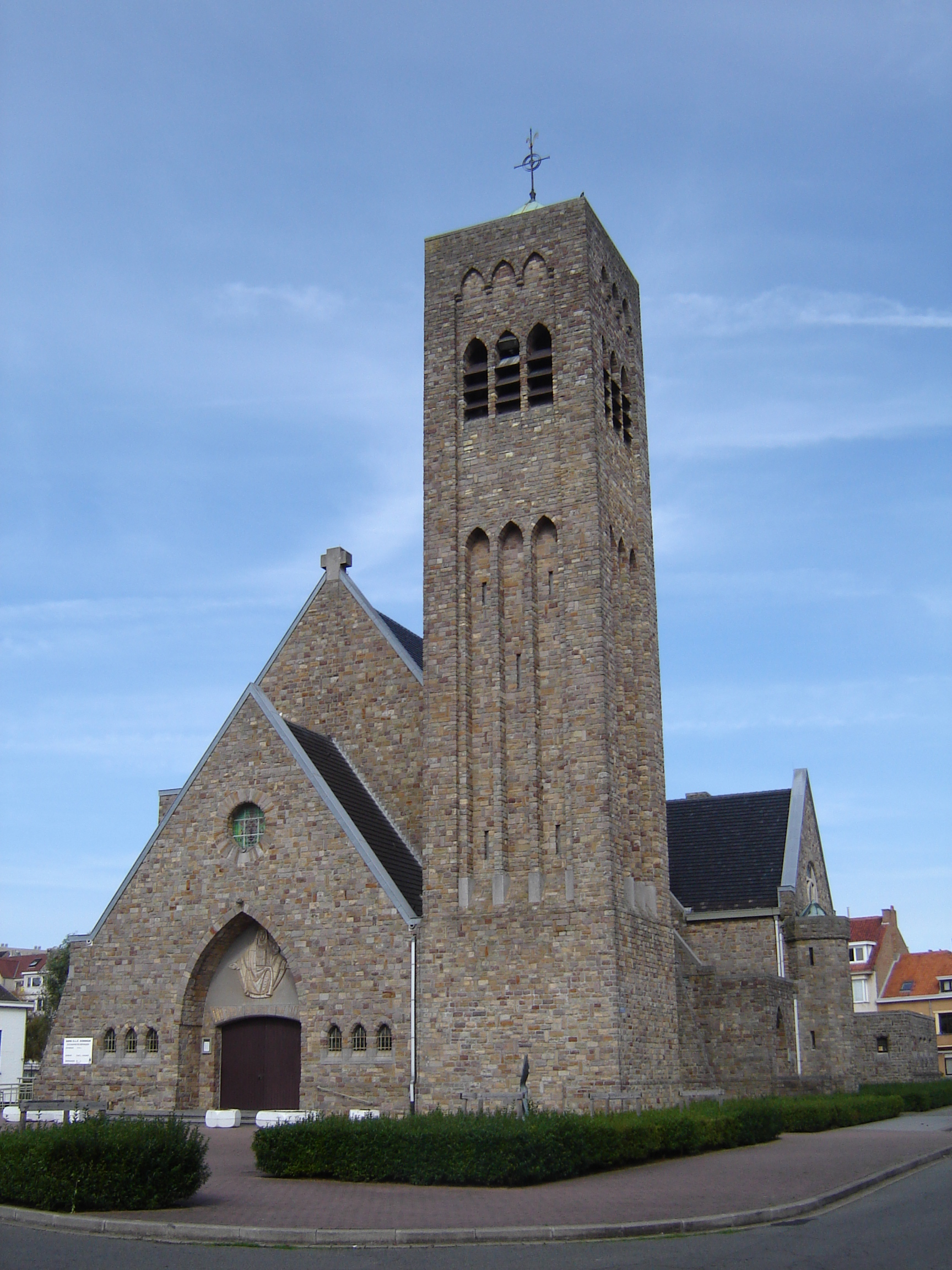
Onze-Lieve-Vrouw Koninginkerk

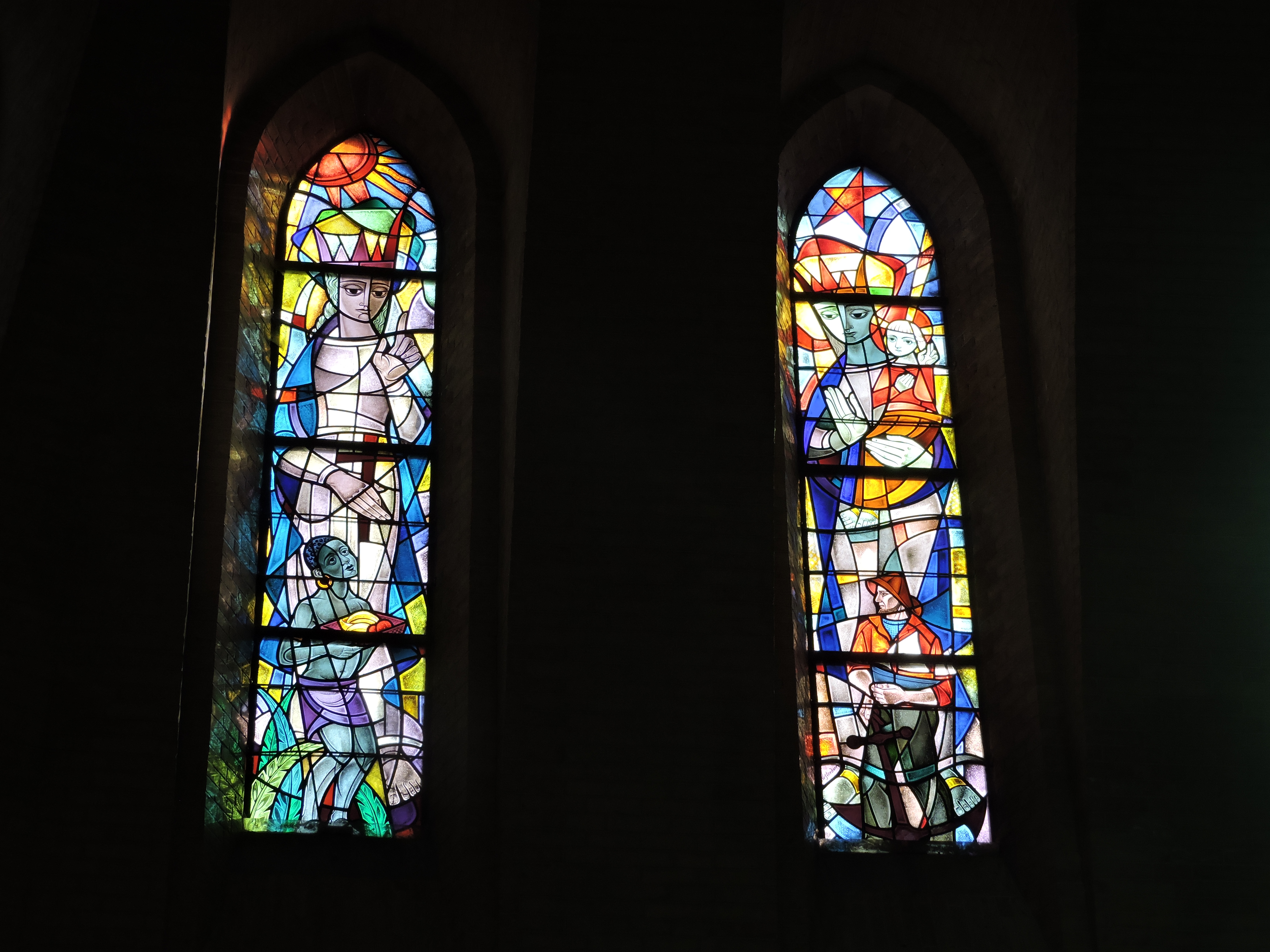
Glasramen Onze-Lieve-Vrouw Koninginkerk van Cor Westerduin

De Onze-Lieve-Vrouw Koninginkerk is een rooms-katholiek kerkgebouw in de tot de West-Vlaamse stad Oostende behorende plaats Mariakerke, gelegen aan de Lijsterbeslaan.

## Gebouw
De kerk werd gebouwd in 1956-1959 naar ontwerp van Silvain Smis. De kerk is uitgevoerd in historiserende stijl met gestileerde neoromaanse en neogotische elementen. De kerk is gebouwd als een betonskelet dat is bekleed met meerkleurige natuursteen. De kerk is een driebeukige kruisbasiliek met naastgebouwde toren op vierkante plattegrond. De kerk heeft een verklaagd, vijfzijdig afgesloten, koor met kooromgang.
In de tympaan van het westportaal bevindt zich een bas-reliëf dat Onze-Lieve-Vrouw voorstelt.
Het 16e-eeuws kruisbeeld in de triomfboog is in bruikleen van de Onze-Lieve-Vrouw-ter-Duinenkerk.